# Gajdos Tamás
Gajdos Tamás (Budapest, 1958. május 26. –) magyar atléta, manöken, újságíró, tájfutó, magyar televíziós műsorvezető.
Európa-bajnok a weideni Laser-Run EB szenior egyéni számában. 2019-ben világbajnok lett Budapesten az Öttusa Vb keretében rendezett Laser-Run Vb masters kategóriájában. 2022-ben Lisszabonban újra Laser-Run világbajnok lett.

## Életpályája
Budapesten született Gajdos András és Bukovics Magdolna gyermekeként. Gyermekkora óta sportol, például úszott, teniszezett, kosárlabdázott.

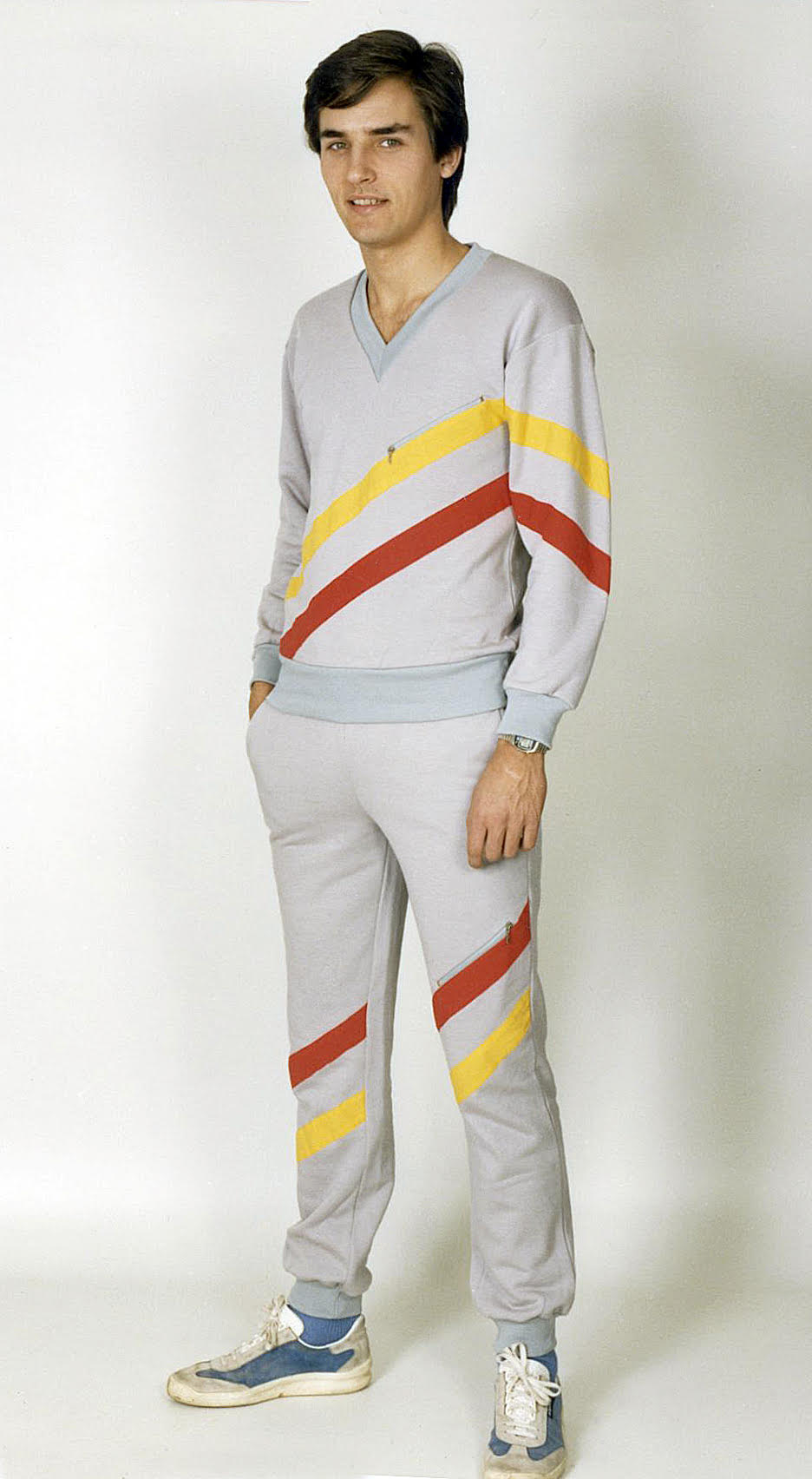
Martin Gábor-fotó

A 80-as évek férfimodellje, manökenje. Tanulmányai mellett pénzkeresési lehetőséget keresett. Egy BNV alkalmával ismerkedett meg szervezőkkel, majd a Magyar Divat Intézethez került, ahol megfelelt, azonnal foglalkoztatták divatbemutatókon. Számos fotója jelent meg, Ország Világ, Ez a Divat és más lapokban, (egyike az első magyar modelleknek). 1985-ben saját manökeniskoláját indította be, reklámfilmekben szerepelt, tanfolyamokat szervezett, reklámügynökséget alapított.
1976 és 1977 között a Közlekedési és Távközlési Műszaki Főiskola diákja volt. 1980-tól 1982-ig a Testnevelési Főiskola edző szakán tanult. 1982 és 1987 között a Pénzügyi és Számviteli Főiskola hallgatója volt.
1978 ás 1986 között atléta volt, közép- és hosszútávfutó, 1-szeres bajnok, majd a divatszakmában dolgozott.
Tájfutó pályafutását a Spartacus tájfutó szakosztályában kezdte. Később Monspart Sarolta edzőpartnereként az ifjúsági atléták edzésén a budapesti mezei bajnokságon is elindították, hogy meglegyen a háromfős csapat, ahol nyert.
A következő 10 évet gyakorlatilag az atlétikai pályákon élte le: leginkább 1500 méteren versenyezett. A futás kapcsán több sportágat kedvelt meg, a tájfutástól a pályatávokig, de a hegyikerékpár, a motoros-autós sportok, a vízi sportok sem maradtak ki.
1993-tól a Szerencsekerék című műsor műsorvezetője lett. Később a TV2-nél folytatta karrierjét a Tények sportműsorvezetőjeként. A TV2-s időszak után önálló műsorokat készített, autós magazint és a Futtában című futóműsort. Közben "átigazolt" a Sport1-hez és a Hír TV-hez.
2009-től az ATV Híradó című műsorának egyik műsorvezetője lett, illetve a reggeli Start című műsor házigazdája.
Rendszeres sportolásra és egészséges táplálkozásra hívja fel követői figyelmét Gajdos Tamás, aki 2018-ban, 60 évesen még mindig sportolt.

## Sportsikerei

### Szenior atlétika
2011-ben 800 m-es síkfutásban, 2013-ban Torinóban is 800-on, majd 2015-ben Nizzaban 400 m-en, és 2019-ben újra Torinóban duatlonban lett szenior olimpiai bajnok a World Masters Games megnyerésével.
Mindemellett 2014-ben Budapesten a fedett-pályás Atlétikai Világbajnokságon bronzérmet nyert 800 m-en és ugyanez sikerült 2015-ben Torinóban is a fedett-pályás Európa-bajnokságon.
2018-ban, 60 évesen: “6 évtized, 6 sportág, 6 bajnoki cím” kihívást teljesítette, melynek keretében az addigi 6 évtizedében űzött 6 különböző sportág mindegyikében nyert legalább egy bajnoki címet - a 2018-as szezonon belül.
Korábban az atlétikában elért 10 ifjúsági országos bajnoki cím és 1 felnőtt OB arany után 50 évesen újrakezdve a versenysportot a különféle szenior korosztályos kategóriákban eddig összesen közel 100 országos bajnoki érme van a legkülönbözőbb, többnyire futás-alapú sportágakban úgy mint: atlétika, duatlon, triatlon, öttusa-laserrun, futás-íjászat… stb.

### Autósport
Korábban az autósportban is kipróbálta magát: a gyorsasági szakágban (pályaversenyek) 5 szezon versenyein vett részt az Opel Astra Kupában, de két versenyszezont a rally szakág Suzuki Kupájában is teljesített.
Később bajnoki címet nyert a tereprally sportág dízel kategóriájában Riegler Zoltán navigátoraként.
2003-ban a jubileumi, 25. Dakar Rallyn egy 700 lóerős versenykamiont navigált Vadas Tamás társaként, majd két évvel később Szenegálból, a verseny befutójáról már televíziós sport-újságíróként tudósított.

### Extrém sportok
Később - az Adriáról, egy kis sziget közeléből a tengerről rajtolva teljesítette sporttársaival a Bjelolasica300 elnevezésű túlélő versenyt, melynek keretében úszva, futva, kerékpározva, kajakozva és sziklát mászva tették meg a 300 km távot.
2008-ban egy amatőr hegymászó csapat tagjaként részt vett a 40 éves jubileumi Lenin-csúcs támadásban, melynek során 6200m magasságig jutottak.

### Szenior Laser-Run
2019 augusztusában Európa-bajnok lett a weideni Laser-Run EB szenior egyéni számában. 2019 szeptemberében világbajnok lett az Öttusa Vb keretében rendezett LaserRun Vb masters kategóriájában. 2022-ben pedig Lisszabonban, Laser-Run 60+ korosztályában nyerte meg a világbajnokságot.

## Műsorai
- Szerencsekerék (1993–1999)
- Százmillió
- Jó reggelt, Magyarország
- Tények
- Autószalon
- Állat-barát
- Futtában
- Híradó
- ATV Start
- Fő az egészség (Gajdos Tamással)